# Colaspoides subtuberculata
Colaspoides subtuberculata es un insecto coleóptero de la familia Chrysomelidae.
Fue descrita científicamente en 2006 por Medvedev.